# Nepenthales
Nepenthales is een botanische naam, voor een orde van planten. Deze naam is gevormd vanuit de familienaam Nepenthaceae. Een orde onder deze naam wordt zelden erkend door systemen voor plantentaxonomie, maar wel door het Cronquist-systeem (1981), alwaar de orde geplaatst wordt in een onderklasse Dilleniidae en de volgende samenstelling heeft:
- orde Nepenthales
familie Droseraceae (Zonnedauwfamile)
familie Nepenthaceae
familie Sarraceniaceae

In het systeem van Armen Takhtajan bestaat de orde uit:
- orde Nepenthales
familie Droseraceae
familie Nepenthaceae
familie Drosophyllaceae
familie Ancistrocladaceae
familie Dioncophyllaceae

Dit zijn vrijwel allemaal vleesetende soorten. Er worden verschillende systemen gebruikt om insecten te vangen: soms wordt een insect tussen tanden gevangen, elders wordt het insect verdronken.
In het APG II-systeem (2003) komt de orde niet meer voor, de genoemde families zijn daar verdeeld over de ordes Ericales en Caryophyllales.